# Cacia subcephalotes
Cacia subcephalotes là một loài bọ cánh cứng trong họ Cerambycidae.